# Myrmecophilus tetramorii
Myrmecophilus tetramorii är en insektsart som beskrevs av Ichikawa 2001. Myrmecophilus tetramorii ingår i släktet Myrmecophilus och familjen Myrmecophilidae. Inga underarter finns listade i Catalogue of Life.